# Радослав Братић
Радослав Братић (Брестице код Билеће, 28. јун 1948 — Београд, 2. јун 2016) био је српски књижевник, драматург и уредник. Дописни члан Академије наука и умјетности Републике Српске од 2015. године.
Његова заоставштина налази се у Удружењу за културу, уметност и међународну сарадњу „Адлигат”.

## Биографија
Радослав Братић рођен је у Брестицама код Билеће. Основну школу завршио је у Коритима (код Билеће) и у Билећи, средњу школу у Требињу, а југословенску и светску књижевност студирао је на Филолошком факултету у Београду. Био је уредник студентског часописа "Знак", часописа "Књижевност", листа "Књижевна реч", и главни уредник часописа "Реласион".
Радио је као секретар и потпредсједник Удружења књижевника Србије, затим као уредник у издавачкој кући "БИГЗ", гдје је уређивао десетак библиотека. Међу осталим књигама уредио је и сабрана дјела Слободана Јовановића, Данила Киша, комплет књига Борислава Пекића, као и едицију „Нове књиге домаћих писаца”. Покренуо је знамениту библиотеку „Разговори с писцима” и у њој објавио више књига. Приредио је и књигу Молитве и молбе Његове светости патријарха српског господина Павла.
Братић је сачинио више избора из књижевности и уредио неколико тематских блокова у листовима и часописима, између осталих из књижевности Кине, Индије, Лужичких Срба, америчких црнаца.
Приповијетке су му увршћене у више зборника и антологија у Југославији и свијету, а превођене су на енглески, хинди, њемачки, шведски, пољски, чешки, француски, кинески, румунски, руски и италијански језик. На сва ова наведена мјеста Братић је пропутовао и успоставио сарадњу са значајним људима. Као резултат те сарадње настало је низ дијела на енглеском, хинду и другим језицима.
За дописног члана АНУРС-а изван радног састава изабран је 4. децембра 2015. године.
Написао је и више драма за радио и телевизију. Сам или са сарадницима, припремио је више антологија текстова из иностраних књижевности (лужичких Срба, кинеске, индијске, америчких црнаца). Као уредник у БИГЗ-у, уредио је десетак библиотека домаће и стране књижевности.
Добио је бројне важне награде: листа Младост, Исидора Секулић, Андрићеву, Ћамил Сијарић, Меша Селимовић, Борбина, Кочићева награда 1999, плакета Милош Црњански, Златна повеља Цар Душан, Светозар Ћоровић и друге.
Живио и радио у Београду. Умро је 2. јуна 2016. године у насељу Кумодраж, у Београду, у свом стану након дугу и тешке болести.Сахрањен је у Алеји заслужних грађана на Новом гробљу у Београду.

## Дјела

### Романи
- Смрт спаситеља „Просвета”, Београд 1973; „Народна књига”, Београд 2003;
- Ново издање 2006. године изашло је под насловом Смрт спасиоца;
- Сумња у биографију („Просвета”, Београд 1980, 1981. и џепно издање 1993);
- Трг соли („Народна књига”, Београд 2002)

### Приповјетке
- Књиге приповједака Слика без оца („Просвета”, Београд 1985, 1986. и џепно издање БИГЗ, 1992)
- Страх од звона (СКЗ, Коло број 84, Београд 1991, 1992, 1993. и БИГЗ, 2000),
- Зима у Херцеговини (СКЗ, Београд 1995. и 2001), књигу из поетике читања Шехерезадин љубавник („Прометеј”, Нови Сад 1996)
- Књигу есеја и приказа Писац и документ („Рашка школа”, Београд 2000).

### Антологије и избори које је приредио Радослав Братић
- Кинеска књижевност (заједно са Љиљаном Н. Јамагиши и Надом Саратлић), «Градац», Чачак, 1975
- Књижевност лужичких Срба («Кораци», Крагујевац, 1984)
- Антологија приповедака америчких црнаца (заједно са Габријелом Арц, «Светлост», Крагујевац, 1984)
- Антологија кратке приче Индије (заједно са Габријелом Арц, «Багдала», Крушевац, 1987)

### Антологије у којима су објављене Братићеве приче
- 1950-1982, (саставио Радивоје Микић, издање Relations, Удружење књижевника Србије, Београд, 1983)
- Најлепше приче 1989. (приредили Давид Албахари и Михајло Пантић, «Дечје новине», Београд, 1989)
- Најлепше српске приче (приредио Мирољуб Јоковић, «Рашка школа», 1990)
- Антологија српске приповетке 1945-1995 (саставио Михајло Пантић, «Завод за уџбенике и наставна средства», Београд, 1997)
- Прича и причање – антологија прича награђених Андрићевом наградом (приредила Жанета Ђукић-Перишић, «Глас српски», Бања Лука 2001)
- (приредио Мило Дор, „OBV Publikumverlag/Wissenschaftsverlag“, Wien, „Просвета“, Београд, 1989)

### Уређивачки и приређивачки пројекти
- Српске војводе и војсковође (БИГЗ, Београд, 1984)
- Историја Срба Владимира Ћоровића у три књиге, (БИГЗ, Београд, 1989)
- Сабрана дела Слободана Јовановића у 12 књига (БИГЗ, Београд, 1991)
- Историја Српске православне цркве Ђока Слијепчевића (БИГЗ, Београд, 1991)
- Сабрана дела Данила Киша у 14 књига (БИГЗ, Београд, 1995)
- Библиотека Разговори с писцима, (покренуо и уређивао Радослав Братић); од 1990. године БИГЗ је објавио књиге разговора са: Данилом Кишом, Милорадом Павићем, Живојином Павловићем, Милошем Црњанским, Бориславом Пекићем, Ивом Андрићем, Радованом Самарџићем, Душаном Радовићем, Стеваном Раичковићем и Исидором Секулић.
- Одмор од историје, књига есеја и чланака Борислава Пекића (текстове изабрао и приредио Р. Братић), (БИГЗ, Београд, 1993)
- Молитве и молбе, књига беседа, разговора, проповеди, писама и изјава Његове светости патријарха српског Павла (текстове изабрао и приредио Р. Братић, БИГЗ, Београд, 1996)
- Пекићеве клупа, награђени текстови добитника Пекићеве награде (изабрао и приредио Р. Братић , «Легат Борислава Пекића Треће београдске гимназије», Београд, 1999)
- Оптужујемо, отпор НАТО злочинима, (предговор написао, текстове изабрао и приредио Р. Братић, Удружење књижевника Србије, Београд, 2000)
- Зборници са Ћоровићевих сусрета писаца у Билећи и научних скупова у Гацку у 4 књиге, посвећени разговорима о српској прози данас и животу и раду знаменитих Херцеговаца: Пера и Ђока Слијепчевића; Владимира Ћоровића; Богдана, Петра и Стевана Зимоњића, и Косачама – оснивачима Херцеговине («Просвјета», Билећа и Гацко, 1998, 1999, 2000, 2002)

### Предговори и поговори у књигама
- Како се земља претворила у сребро – кинеске приче, предговор Радослав Братић: Остати дете, («Напредак», Београд, 1985)
- Ричард Бергин: Разговори са Борхесом, поговор Радослав Братић: Књижевност заснована на самој књижевности («Дечје новине», Горњи Милановац, 1981)
- Миодраг Булатовић: Јахач над јахачима, поговор Радослав Братић: Еротика као начин изругивања, (БИГЗ, Београд, 1983)

Антологија кратке приче Индије, предговор Радослав Братић: Осамљен се крећи као носорог – Индија као загонетка («Багдала», Крушевац, 1987)